# Первомайськ (Україна)
Первома́йськ — місто в Україні, центр Первомайської міської громади та Первомайського району. Друге за чисельністю населення місто Миколаївської області. Історично місто є крайньою точкою історико-географічної області Поділля та подільського говору.

## Назва
- До 1782 року — Орел.

- 1782—1919 роки — Ольвіополь, назву надано російською імператрицею Катериною II в рамках «Грецького проєкту».

- 1919 року перейменоване на Первомайськ (до складу увійшли містечка Богопіль та Голта).

«Таким чином були створені три частини міста — Ольвіополь, Богополь та Голта, які проіснували як окремі поселення до 1919 року. На мітингу 1 травня 1919 року вирішили об'єднати три частини в одне місто і на честь дня солідарності трудящих назвати його Первомайськом.»

## Історія
Первомайськ пов'язаний з великою кількістю історичних подій та персоналій. Тут сходилися кордони Речі Посполитої, Туреччини та Війська Запорозького. У Первомайську виборювали свободу загони ватажка гайдамаків Максима Залізняка й звідси походить персонаж українського фольклору — козак Мамай. А у 1920—1922 роках тут спалахнула «Селянська революція» проти агресивної політики більшовиків.

### Рання історія

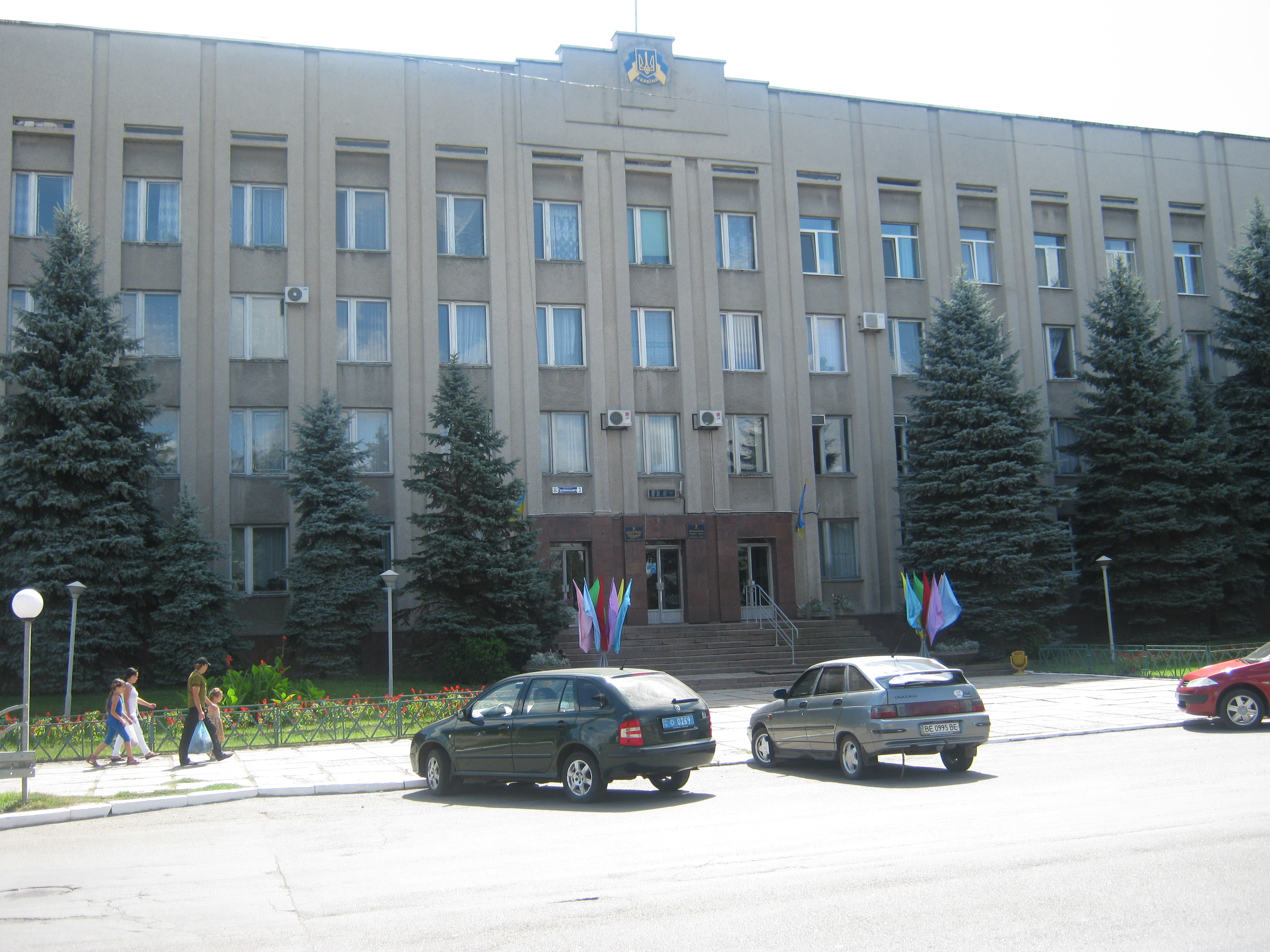
Первомайська міська рада

З середини XIV ст. після битви на Синіх Водах ці землі перебували під владою Литовського князівства, і в 1420 році неподалік від нинішнього Первомайська князь Вітовт побудував арковий міст через Південний Буг, через який проходив торговельний шлях з Брацлавщини та Київщини до Чорного моря.
Після Люблінської унії володіння литовських князів між Південним Бугом, річкою Кодимою та Синюхою (Пн. і Пн-Зх.) відійшли до Речі Посполитої, правобережжя Бугу (нижче за течією від гирла Кодими; Пд-Зх. і Пд.) контролювали кримські татари, а лівобережжя (нижче за течією від гирла Синюхи; Сх.) — запорозькі козаки.
У 1743 році під керівництвом миргородського полковника Василя Капніста та французького інженера Даніеля де Боскета збудовано шестибастіонний Орлівський шанець, який згодом знаходився в підпорядкуванні фортеці святої Єлисавети (м. Єлисаветград). Основну частину населення слободи Орел становили запорізькі козаки та селяни-втікачі. Згодом Орел почав розвиватись, як митний торговельний і ремісничий центр. Вже 1763 року він згадується як містечко, де більшість населення займається ремісництвом. Наступного, 1764, року тут засновано прикордонне комісарство і митниця, дозволено селитись купцям.
Назва укріплення походить від назви місцевого урочища. Перші хати ставилися на схід від укріплення вздовж Синюхи та Бугу. Нині — це східна частина від вулиці Автодорівської до Київської. У XVIII ст. тут неодноразово зустрічалися представники суміжних держав, які розв'язували межові та інші питання.
У 1754—1759 й 1761—1764 Орел входив до складу Новослобідського козацького полку.
За час свого існування Орлівському шанцю довелося пережити не один напад ворогів. Останнім значним походом ворогів проти фортеці на лівому березі Південного Бугу був напад запеклого ворога наших предків — кримського хана Гірея. Його 70‑тисячна орда у січні 1769 року зруйнувала укріплення, спалила слободу Орел, а також частину прилеглих сіл. 1770 року Орлівський шанець було відвойовано російською армією Петра Паніна. У 1770 році укріплення було перейменоване в Катериненшанець (Катерининський шанець), 1772 року — слобода Орел була зарахована до розряду міст. У 1781 році поселення дістає назву «Ольвіополь».
У 1762 році козаки й українські кріпаки-втікачі на правому османському березі Південного Бугу (на територіях Ханської України) заснували слободу Олта, яка належала Османській імперії. Назва її походить від тюркського слова «олта» — низовина. Відповідно до Ясського договору (1791) Голта була приєднана до Російської імперії.
1750 року на лівому березі Південного Бугу, між гирлами Кодими й Синюхи, Річ Посполита збудувала укріплення й карантинну заставу Богополь. Він започаткував третю частину сучасного Первомайська. Богополь розвивався переважно як торговельно-ремісницьке містечко. На сучасній вулиці Миколи Вінграновського впритул одна до одної ліпилися крамниці великих і дрібних торговців. Тут же було вісім приватних готелів. А нижче понад Бугом (на теперішній вулиці Кузнечній) працювало понад 30 кузень.
Усі три поселення входили до різних губерній Росії. Так, Ольвіополь був містом Єлисаветградського повіту Херсонської губернії, Богопіль — містечком Балтського повіту (Богопільська волость) Подільської губернії, Голта — казенним селом Ананьївського повіту (Врадіївська волость) Херсонської губернії.

### Інтербелум
Ольвіополь, Богопіль та Голта як окремі поселення проіснували до 1919 року. Цього року на мітингу 1 травня була ухвалена пропозиція про об'єднання всіх трьох частин в одне місто і на честь дня солідарності трудящих назвати його Первомайськом.
Президія Українського Центрального Виконавчого комітету (6 липня) 26 липня 1919 року схвалила рішення про утворення повітового міста Первомайська, підпорядкувавши його Одеському губвиконкому.
У 1923 році повітовий Первомайськ стає окружним центром УСРР та районним центром Богопільського району (центром району було приміське село Богополь, тобто (колишнє) містечко Богополь було роздроблене на село і містечко, — яке (останнє) увійшло до складу Первомайська 1919; приміське село Богополь включено до складу Первомайська 1938).
До кінця 1925 року тут діяли цегельний, шкіряний, мило- і пивоварний заводи. Працювала дизельна електростанція, яка обслуговувала 450 абонентів.
У квітні 1925 делегати VI окружного з'їзду Рад заклали на березі Південного Бугу гідроелектростанцію потужністю 1200 кВт. У свій час це була найпотужніша в Україні й перша на Південному Бузі.
У 1924—1925 навчальному році діяли чотири семирічних, три початкові школи, сім шкіл лікнепу. У 1922—1924 рр. відкрилися індустріально-технічна, економічна, торгова професійні школи і школа харчовиків. У 1926 почала функціонувати фельдшерсько-акушерська школа.
У 1926 р. став до дії цементно-бетонний завод, який постачав матеріали для промислового та сільського будівництва, поблизу Первомайська відкритий кам'яний кар'єр, машинобудівний завод ім. 25 жовтня освоїв випуск двигунів внутрішнього згорання.
У 1927 був відкритий Первомайський краєзнавчий музей. У ньому було зібрано понад 20 тис. археологічних знахідок та інших історичних матеріалів. Сюди надходили майже всі знахідки Бузькій археологічної експедиції, яка у 1931—1932 роках вивчала береги річки Південний Буг.
Під час організованого радянською владою Голодомору 1932—1933 років померло щонайменше 1477 жителів міста.
У 1939 в місті проживало 33 тис. мешканців.
23 лютого 1940 р. Первомайськ віднесли до категорії міст обласного підпорядкування Одеської області.

### Друга світова війна
У 1941 р. в місті було створено винищувальний батальйон, до складу якого увійшло близько двох тисяч мешканців. З 9 по 28 липня 1941 року в місті перебував штаб Південного фронту (командуючий фронтом — генерал армії Іван Тюленєв). Оборону міста здійснювали частини 18-ї армії, на рубежі оборони міста 3 серпня 1941 року був смертельно поранений командир 169-ї стрілецької дивізії генерал-майор Іван Турунов. Німецькі, угорські та румунські війська захопили місто 3 серпня 1941 року.
Лівобережна частина міста (Ольвіополь і Богопіль) ввійшли до генеральної округи Миколаїв Райхскомісаріату Україна як окружний центр однойменної округи. Любашівський, Кривоозерський, Врадіївський, Доманівський райони, правобережна частина Первомайська (Голта) і Первомайського району румунським окупаційним режимом об'єднані в єдину адміністративну одиницю — Голтянський повіт губернаторства Трансністрії. Всього в Первомайську діяли шість підпільних груп, які також підтримували зв'язок з партизанськими загонами «Південний» і «Буревісник» (Саврань), з навколишніх лісів.
22 березня 1944 року війська 5-ї гвардійської армії під командуванням генерал-лейтенанта Олексія Жадова захопили Первомайськ. У боях за місто найбільше відзначились воїни 13-ї гвардійської стрілецької дивізії, 8-ї та 9-ї гвардійських повітряно-десантних дивізій, 29-ї зенітно-артилерійської дивізії.

### Післявоєнна доба
У лютому 1954 Первомайськ увійшов до складу Миколаївської області.
У другій половині XX століття Первомайськ стає великим промисловим центром, основними галузями якого є машинобудування, легка, харчова та переробна промисловість. У 1955 в місті вводиться в експлуатацію цукровий завод, а 1956 дав першу продукцію Первомайський молочноконсервний комбінат. У 1961 стала до ладу меблева фабрика. Наприкінці 60-х побудовані каменедробильний завод «Граніт», хлібозавод і овочеконсервний завод. У 1968 р. здана в експлуатацію перша черга заводу «Фрегат», який освоїв виробництво потужних дощувальних установок. У 1976 р. завершено будівництво Первомайського м'ясокомбінату, одного з найбільших в Україні.

## Єврейська громада

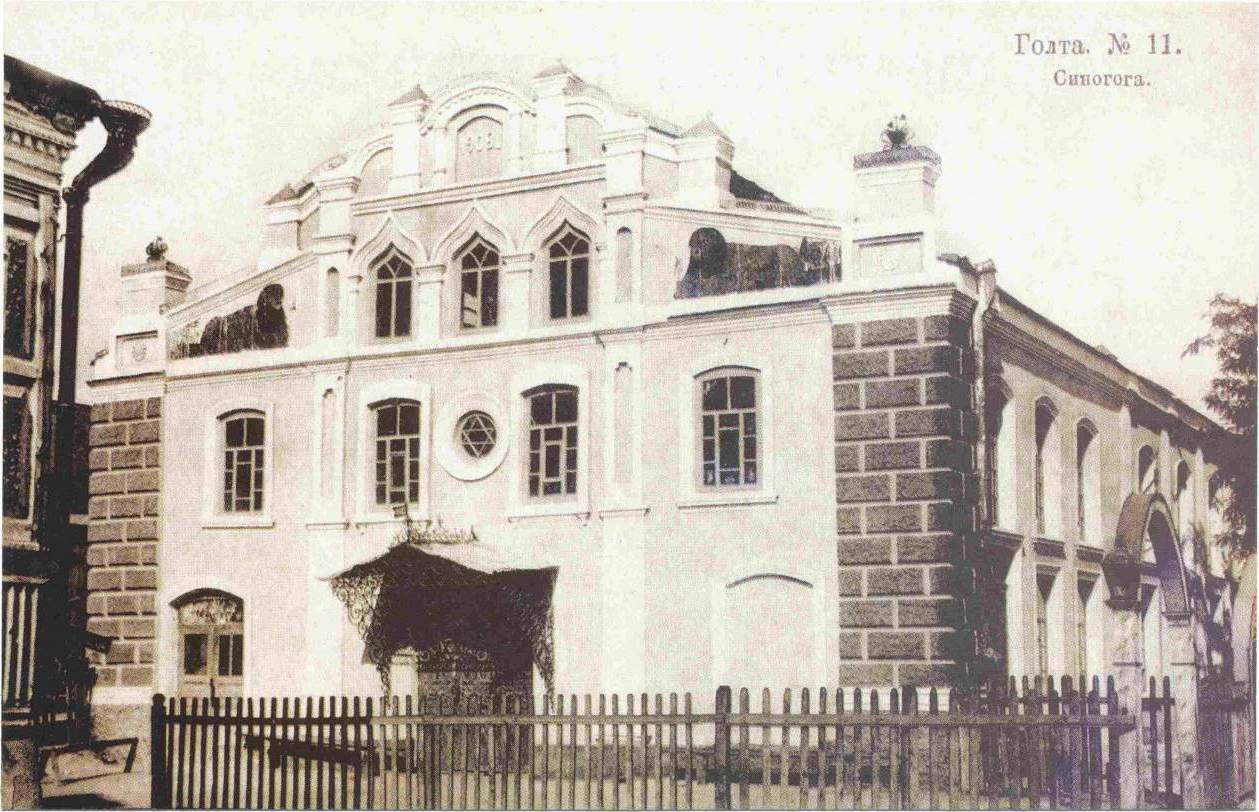
Синагога в Голті, збудована у 1908 році

На початку 20-го століття в місті проживало близько 9 000 євреїв. У грудні 1919 року в місті було вбито десятки євреїв під час низки погромів, здійснених там білоармійськими солдатами. Напередодні Другої світової війни в місті залишалося близько 6 000 євреїв.
Коли німці окупували місто, вони нав'язали його євреям різні укази, включаючи обмеження на пересування та обов'язок носити пов'язку на руці. До середини вересня 1941 року євреї міста були зосереджені у створеному там гетто, де 17 вересня 1941 року було вбито сотні євреїв. Ще 120 євреїв з гетто були вбиті на місцевій фабриці в жовтні наступного року. 15 грудня 1941 року в гетто міста була проведена ще одна акція, а 9 січня 1942 року всі інші мешканці гетто були вбиті.
У лютому та березні 1942 року поблизу міста було вбито близько 1 600 євреїв, які були депортовані з сусідньої румунської окупаційної зони. У передмісті Голти, яке було приєднане до румунської Трансністрі, було створено гетто, оточене колючим дротом, до якого привезли сотні євреїв, депортованих з Буковини, Бессарабії та Бухареста. Мешканців цього гетто залучали до примусових робіт, а тих, кого визнавали непридатними до роботи, вбивали.
Останнім рабином міста був рабин Яків Шимшон Ходорів (івр. יעקב שמשון חודרוב).
У 2004 році прибули посланці ХаБаДу рабини Леві Іцхак (לוי יצחק) та Хані Перлштейн (חני פרלשטיין), які заснували ХаБаДський центр для євреїв Первомайська.

## Географія

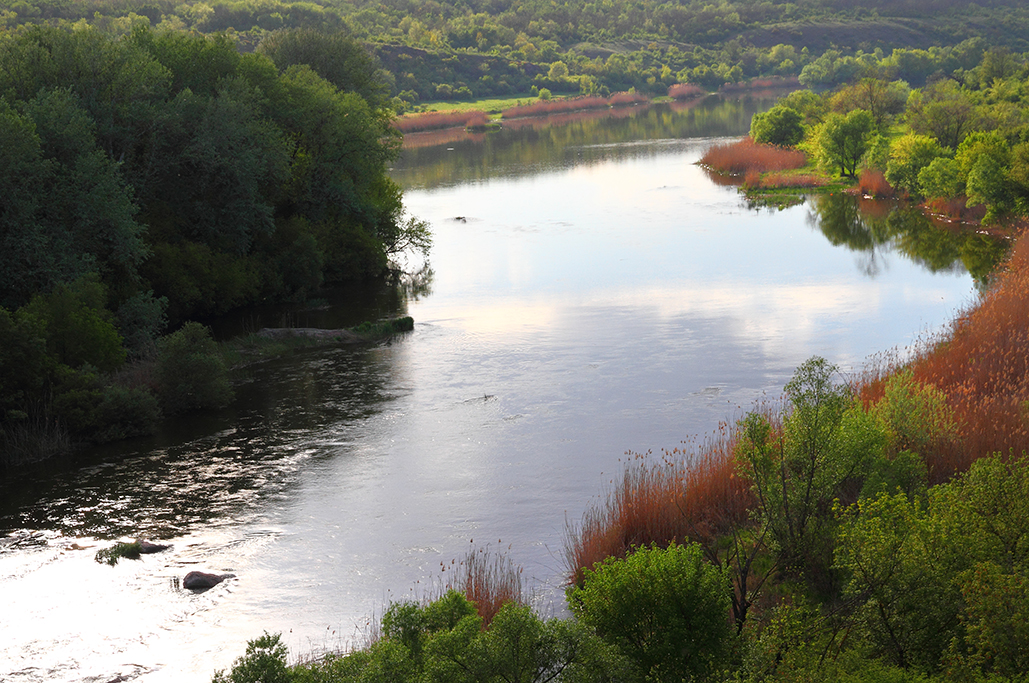
Острів Довгий

Первомайськ розташований у північно-західній частині Миколаївської області, за 180 км від Миколаєва (автошлях Н24), при злитті річок Південного Бугу та Синюхи, у регіоні, що розташований на межі степу та лісостепу.
Площа міста становить 25,13 км².
Координати міста 48 градусів 3 хвилини північної широти і 30 градусів 51 хвилина східної довготи. Місто розкинулось у місцевості де зливаються річки Південний Буг, Синюха і Кодима.
Рельєф — це хвиляста рівнина, розрізана долинами і балками на окремі водорозділові плато. Місцевість регіону має слабкий уклін у південно-східному напрямку. Середня висота над рівнем моря 200 м.

### Природоохоронні території
На території міста розташований ландшафтний заказник місцевого значення Острів Довгий.

### Клімат
Місто розташоване у помірній степовій зоні. Клімат континентальний.
Найтепліший місяць — липень з середньою температурою 20.6 °C (69 °F). Найхолодніший місяць — січень, з середньою температурою -4.4 °С (24 °F).
| Клімат Первомайська     | Клімат Первомайська | Клімат Первомайська | Клімат Первомайська | Клімат Первомайська | Клімат Первомайська | Клімат Первомайська | Клімат Первомайська | Клімат Первомайська | Клімат Первомайська | Клімат Первомайська | Клімат Первомайська | Клімат Первомайська | Клімат Первомайська |
| Показник                | Січ.                | Лют.                | Бер.                | Квіт.               | Трав.               | Черв.               | Лип.                | Серп.               | Вер.                | Жовт.               | Лист.               | Груд.               | Рік                 |
| Середня температура, °C | −4                  | −3                  | 0                   | 8                   | 15                  | 19                  | 21                  | 20                  | 15                  | 9                   | 3                   | −1                  | 8                   |
| Норма опадів, мм        | 38                  | 42                  | 31                  | 33                  | 50                  | 67                  | 58                  | 40                  | 30                  | 28                  | 40                  | 38                  | 493                 |
| ----------------------- | ------------------- | ------------------- | ------------------- | ------------------- | ------------------- | ------------------- | ------------------- | ------------------- | ------------------- | ------------------- | ------------------- | ------------------- | ------------------- |
| Джерело: Weatherbase    |                     |                     |                     |                     |                     |                     |                     |                     |                     |                     |                     |                     |                     |

## Населення

### Динаміка населення[10]
| 1897*  | 1923   | 1926   | 1931   | 1939   | 1959   | 1970   | 1979   | 1989   | 2001   | 2011   | 2022   |
| ------ | ------ | ------ | ------ | ------ | ------ | ------ | ------ | ------ | ------ | ------ | ------ |
| 20 694 | 24 910 | 31 683 | 34 974 | 32 975 | 44 330 | 59 424 | 72 416 | 81 652 | 70 170 | 66 965 | 62 426 |

Національний склад населення: українці (85,9 %), росіяни (10,9 %), молдавани (0,3 %), білоруси (0,5 %), представники інших національностей (2,4 %). Українську мову вказали рідною 82,76 %, російську мову — 15,79 % населення міста під час перепису 2001 року.

### Національний склад
Розподіл населення за національністю за даними перепису 2001 року:
| Національність  | Відсоток |
| --------------- | -------- |
| українці        | 85,88 %  |
| росіяни         | 10,90 %  |
| білоруси        | 0,50 %   |
| болгари         | 0,44 %   |
| молдовани       | 0,33 %   |
| євреї           | 0,30 %   |
| вірмени         | 0,15 %   |
| азербайджанці   | 0,12 %   |
| татари          | 0,10 %   |
| інші/не вказали | 1,28 %   |

### Мовний склад
Рідна мова населення за даними перепису 2001 року:
| Мова            | Чисельність, осіб | Доля    |
| --------------- | ----------------- | ------- |
| Українська      | 58 547            | 82,76 % |
| Російська       | 11 173            | 15,79 % |
| Білоруська      | 109               | 0,15 %  |
| Ромська         | 87                | 0,12 %  |
| Румунська       | 83                | 0,12 %  |
| Вірменська      | 68                | 0,10 %  |
| Болгарська      | 66                | 0,09 %  |
| Єврейська       | 14                | 0,02 %  |
| Гагаузька       | 11                | 0,02 %  |
| Інші/Не вказали | 588               | 0,83 %  |
| Разом           | 70 746            | 100 %   |

## Економіка
У місті розташований завод «Фрегат» — велике підприємство, що почало роботу в 1969 році, займалося сільськогосподарським машинобудуванням, виробництвом устаткування для нафтогазового комплексу, а також випуском оцинкованих металоконструкцій.
«Первомайськдизельмаш» (до 1993 року — машинобудівний завод імені 25 Жовтня) зараз випускає дизелі, дизель-генератори, газові двигуни і когенераційні установки, газові плити й інші товари народного вжитку. Підприємство було засноване в 1875 році у с. Голта, Каменомостівської волості Ананьєвського повіту Херсонській губернії на базі майстерень з виробництва землеробських знарядь підприємцем Фрідріхом Гейне.
Одним із лідерів серед підприємств легкої промисловості Миколаївщини є швейна фабрика «Санта-Україна», що веде свою історію з 1945 року.
У місті є декілька підприємств харчової промисловості, зокрема провідне — ЗАТ «Первомайський молочно консервний комбінат». Власники підприємства з 2009 року — батько та син Табалови — найвідоміші «тушки» Верховної Ради 7-го скликання.

## Місцевості

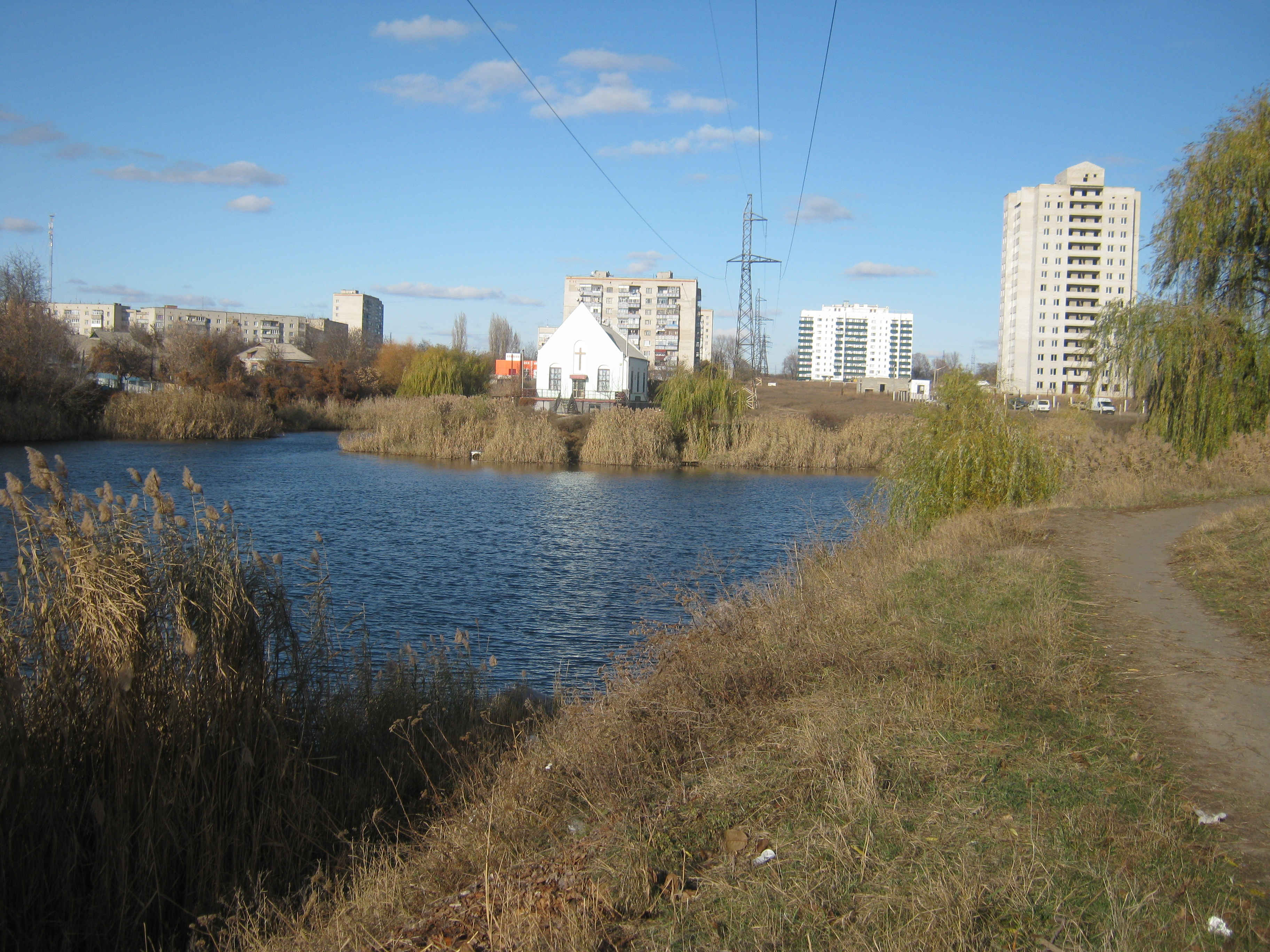
Вид на вулицю Гетьмана Мазепи і став у мікрорайоні «Фрегат»

- Голта
- Богопіль
- Ольвіополь
- Мікрорайон Фрегат
- Коротченка
- Котеджі
- Скала
- Поронівка[15] (Паранівка, Паромівка[16])
- 22 містечко
- 72 містечко
- Дроздовка
- Грензавод
- Блоква[17]

## Освіта та культура

### Заклади освіти
- Первомайський політехнічний інститут Національного університету кораблебудування ім. Адмірала Макарова.
- Первомайський медичний коледж
- Первомайська філія Первомайський коледж ПВНЗ «Університет сучасних знань»
- Первомайська філія медичного коледжу «Монада»

### Культурні об'єкти
- Філія Центрального музею Збройних Сил України — Музей ракетних військ стратегічного призначення.
- Краєзнавчий музей — експозиція присвячена природі та історії Первомайщини.[3]
- Орликівський шанець — пам'ятка про фортецю «Орел», яку було збудовано у XVII столітті на схилах Синюхи. Частині міста, що входила до складу козацької держави.[3]
- Меморіальний комплекс «Сквер Перемоги» — знаходиться у центрі міста поряд з площею Тараса Шевченка. У парку розташований пам'ятник воїну-визволителю.[3]
- Первомайський український пересувний робітничо-селянський театр — базувався у Первомайську в 1920-х роках. Очолював театр Володимиром Магаром, згодом Народний артист СРСР.
- Пам'ятник Тарасові Шевченку

## Релігія

### Православні храми
- Різдвяно-Богородицька церква була збудована 1885 року в Ольвіополі. У 1926 році деякий час до свого арешту настоятелем храму був архімандрит Варсонофій (Юрченко). Зруйнована в 1937 році.
- Свято-Варваринська церква відбудована в мікрорайоні Фрегат у 2005 році взамін дерев'яної козацької, зруйнованої 1967 року. Діюча.
- Свято-Миколаївська церква відбудована в мікрорайоні Коротченка замість зруйнованої в 1944 році. Діюча.
- Свято-Михайлівська церква — діючий храм у мікрорайоні Скала. Першу цеглину в будівництво церкви покладено 1998 року. Завершено будівництво в 2008 році.
- Свято-Покровська церква — найстаріший з нині діючих храмів міста. Збудована в Богополі 1805 року в стилі класицизму. У 1839 році поруч з церквою побудовано дзвіницю[18].

Свято-Варваринська церква
Свято-Михайлівська церква
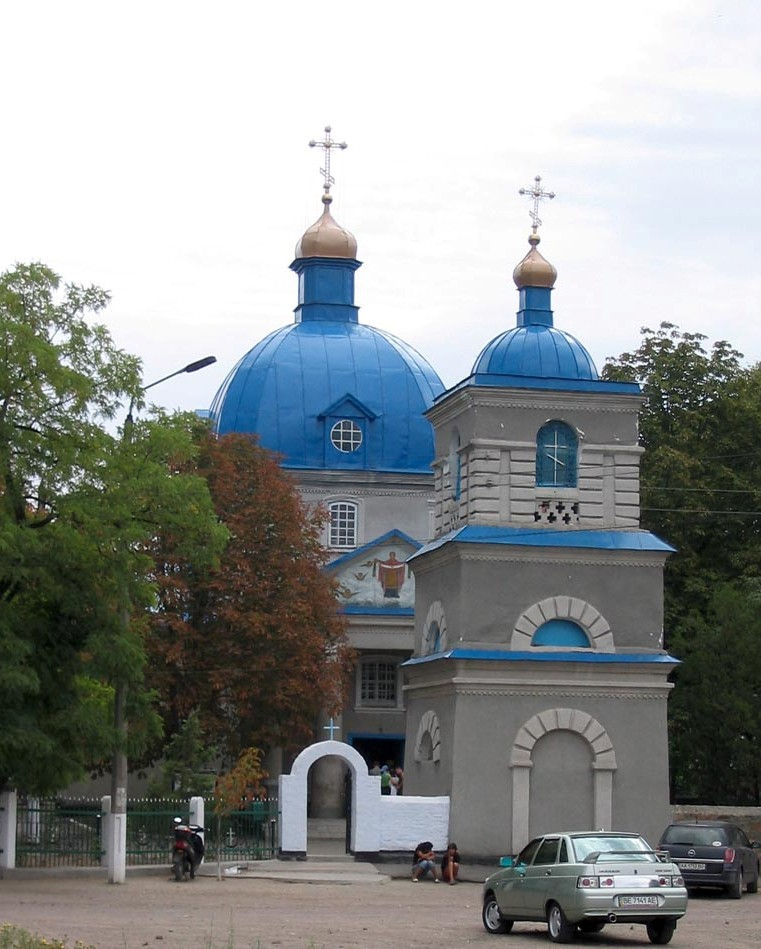
Свято-Покровська церква з дзвіницею
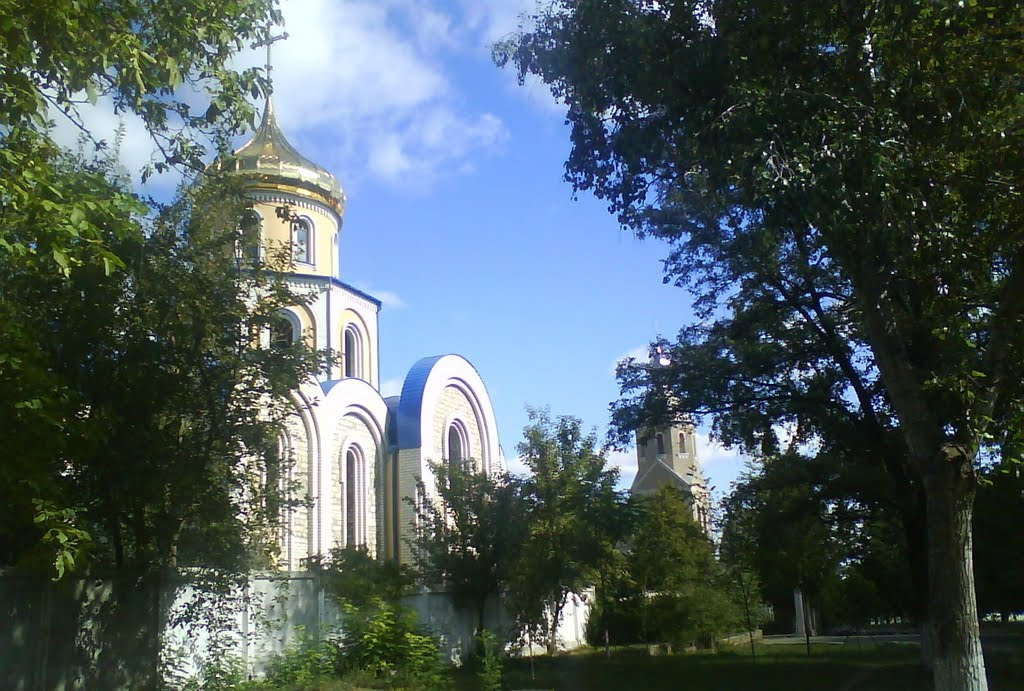
Свято-Миколаївська церква

## Засоби масової інформації

### Телебачення
- Телеканал «Твій Всесвіт» — виробництво власних програм і трансляція в кабельних та цифрових мережах (тимчасово не мовить).

### FM-радіомовлення
На території міста в межах радіочастот FM-діапазону своє мовлення проводять 8 всеукраїнських та регіональних радіостанцій:
| №п/п | Назва                       | Частота, МГц | Потужність, кВт | Адреса вежі             | Передавач     |
| ---- | --------------------------- | ------------ | --------------- | ----------------------- | ------------- |
| 1    | «Radio ROKS»                | 91,3         | 0,25            | вул. Корабельна 19-А    | РПЦ «Всесвіт» |
| 2    | «Радіо Культура»            | 92,2         | 0,1             | Підгороднянське шосе 13 | МФКРРТ        |
| 3    | «Радіо Байрактар»           | 100,4        | 0,25            | вул. Корабельна 19-А    | РПЦ «Всесвіт» |
| 4    | «Хіт FM»                    | 100,9        | 0,1             | вул. Корабельна 19-А    | РПЦ «Всесвіт» |
| 5    | «Мелодія FM»                | 102,9        | 0,25            | вул. Корабельна 19-А    | РПЦ «Всесвіт» |
| 6    | Радіо «П'ятниця»            | 104,5        | 0,25            | Підгороднянське шосе 13 | МФКРРТ        |
| 7    | «Radio Relax»               | 105,5        | 0,5             | вул. Корабельна 19-А    | РПЦ «Всесвіт» |
| 8    | «Українське радіо Миколаїв» | 105,9        | 0,1             | Підгороднянське шосе 13 | МФКРРТ        |
| 9    | «DJ FM» (план)              | 107,4        | 0,1             | вул. Корабельна 19-А    | РПЦ «Всесвіт» |

### Друковані медіа
Часописи «911», «Вісник Первомайська», «ТВ Всесвіт», «Прибузький вісник», інформаційно-рекламне видання «Імідж Первомайська», рекламно-інформаційний часопис «БЕРИ» (російською мовою).

### Інтернет-видання
Гард.City — міське інтернет-видання, запущене у серпні 2019 року колективом ТОВ "ТКМ «Всесвіт» та Агенцією розвитку локальних медіа «Або».

## Галерея

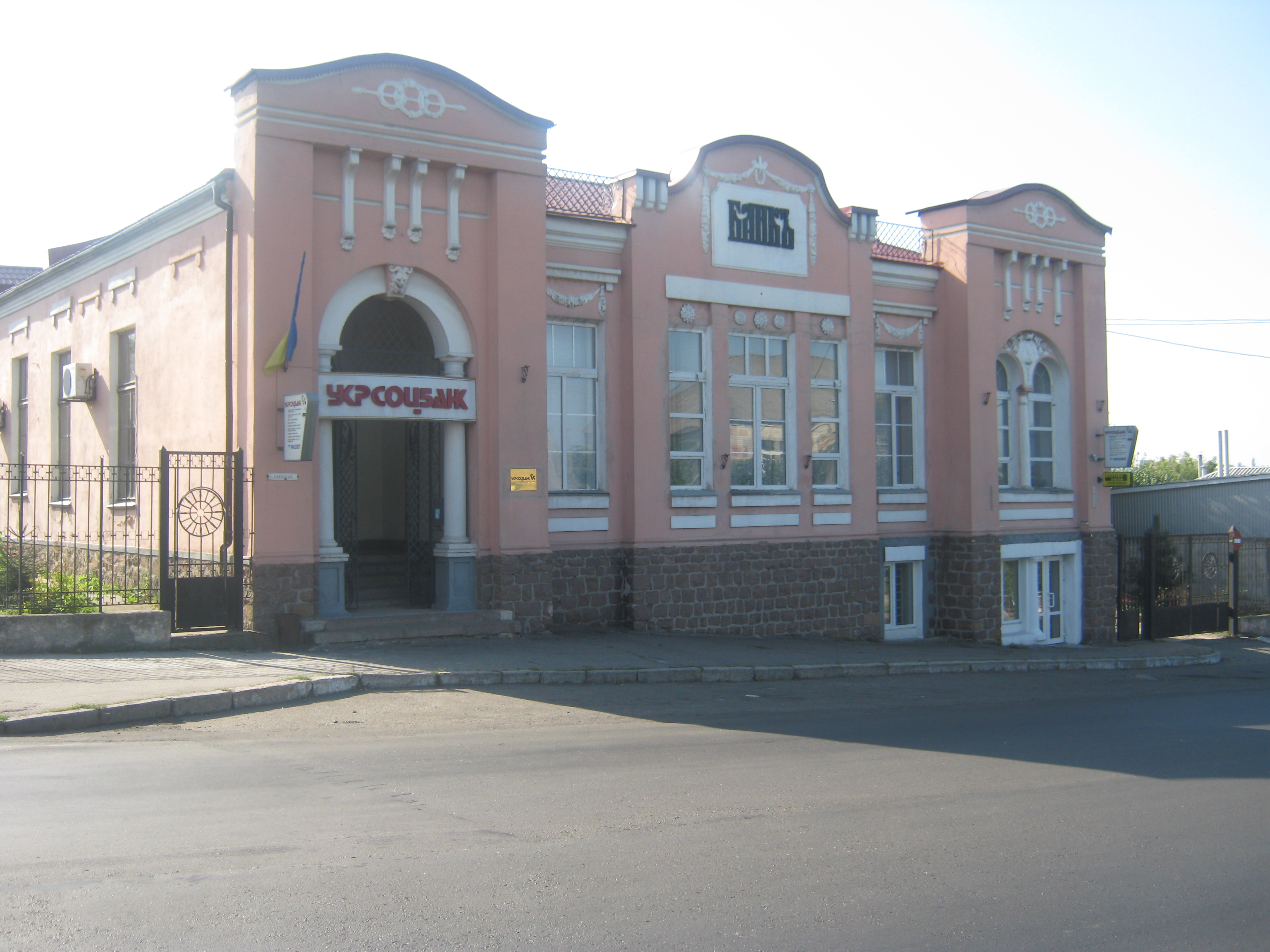
Вулиця Київська. Відділення Укрсоцбанку.
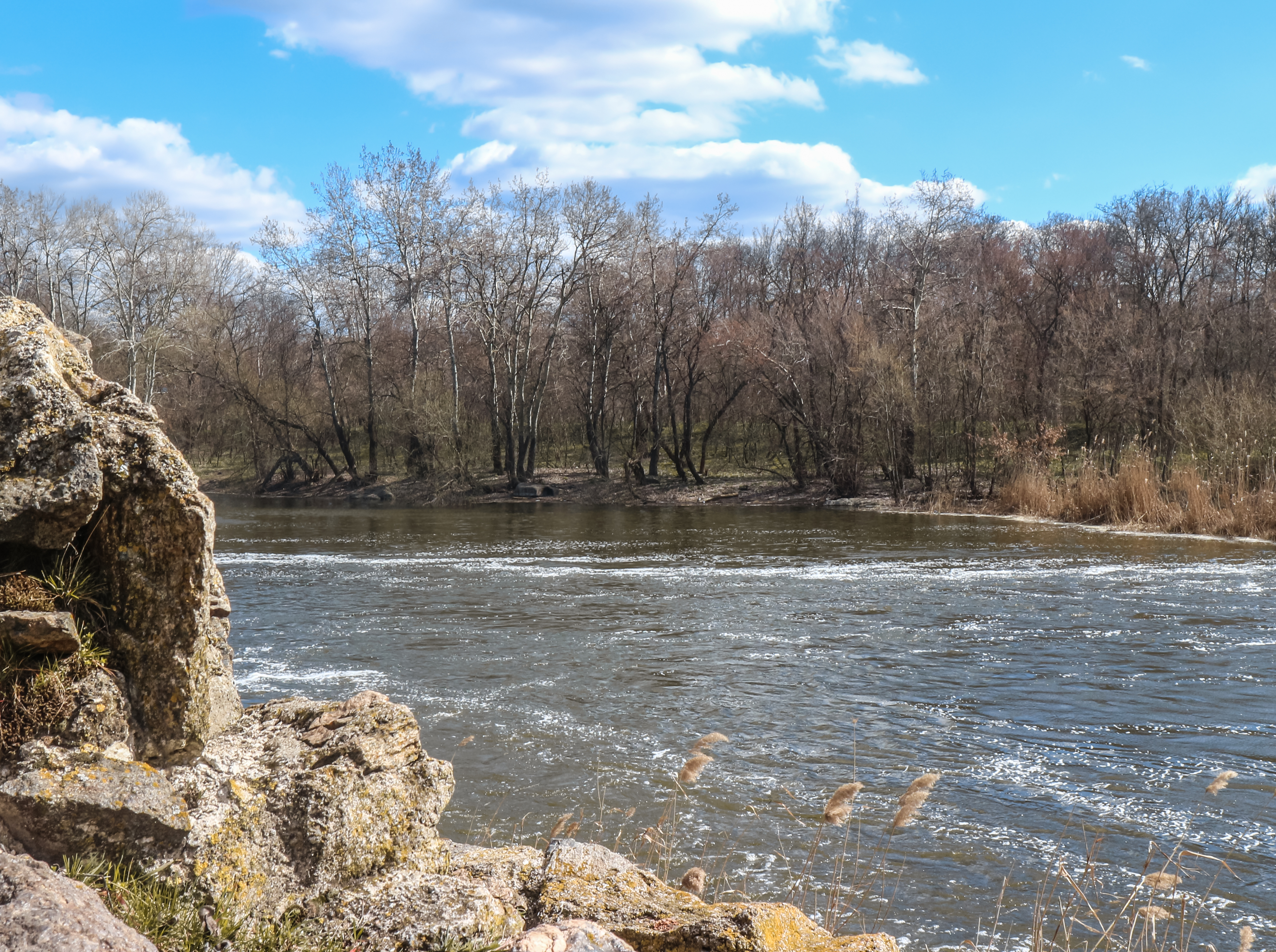
Ландшафтний заказник Острів Довгий
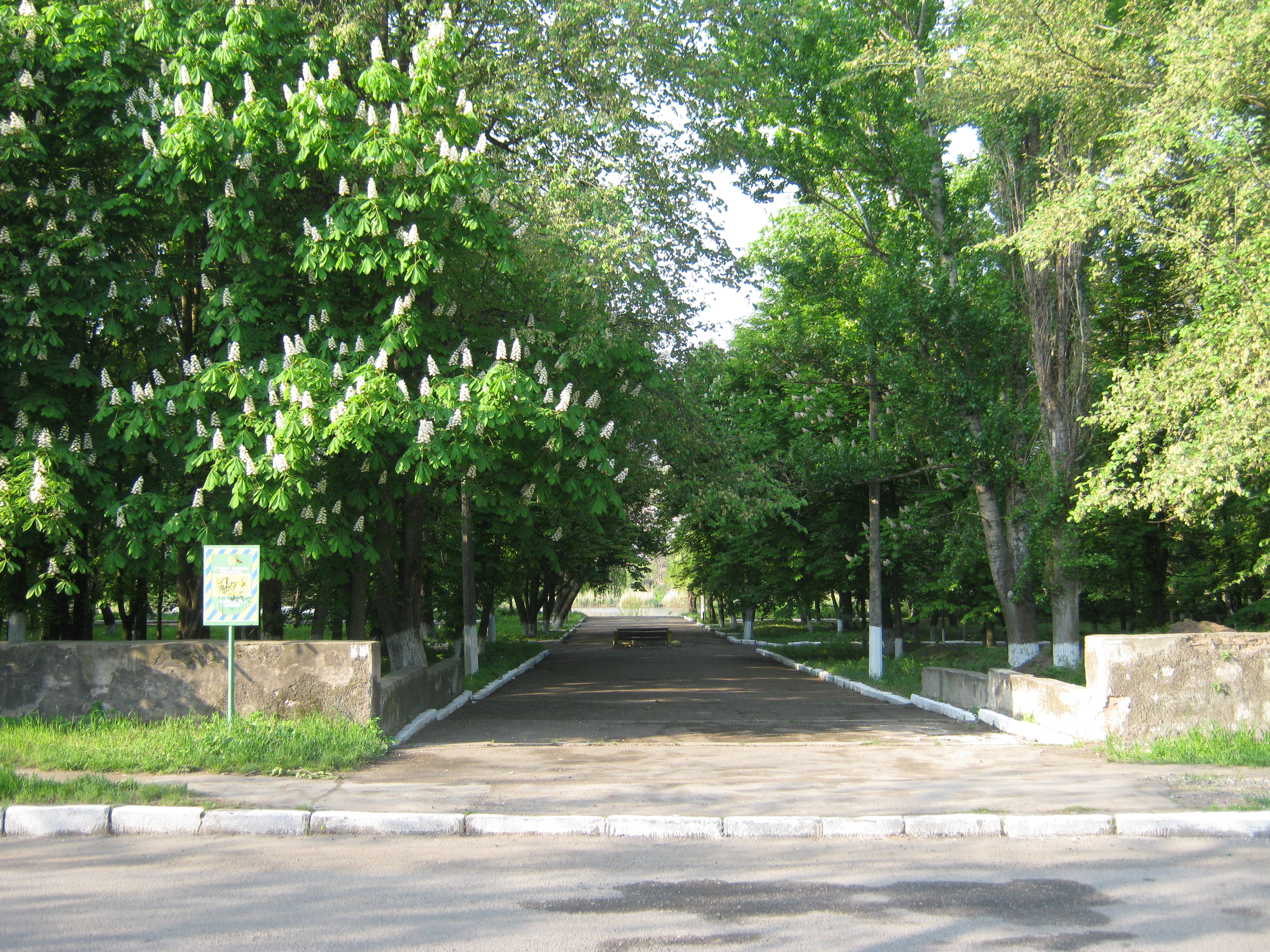
Міський парк культури і відпочинку «Молодіжний»
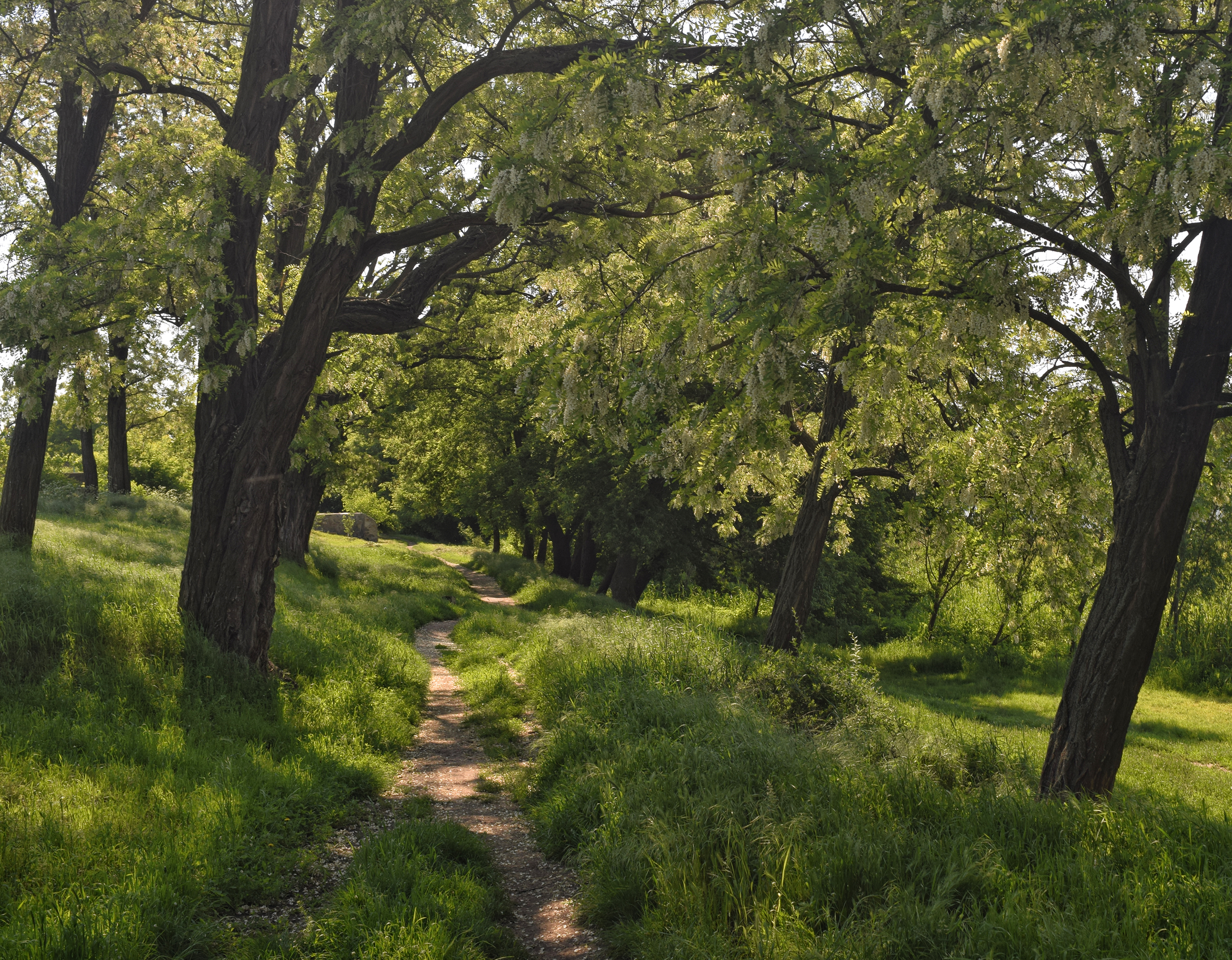
Міський парк культури і відпочинку «Молодіжний»
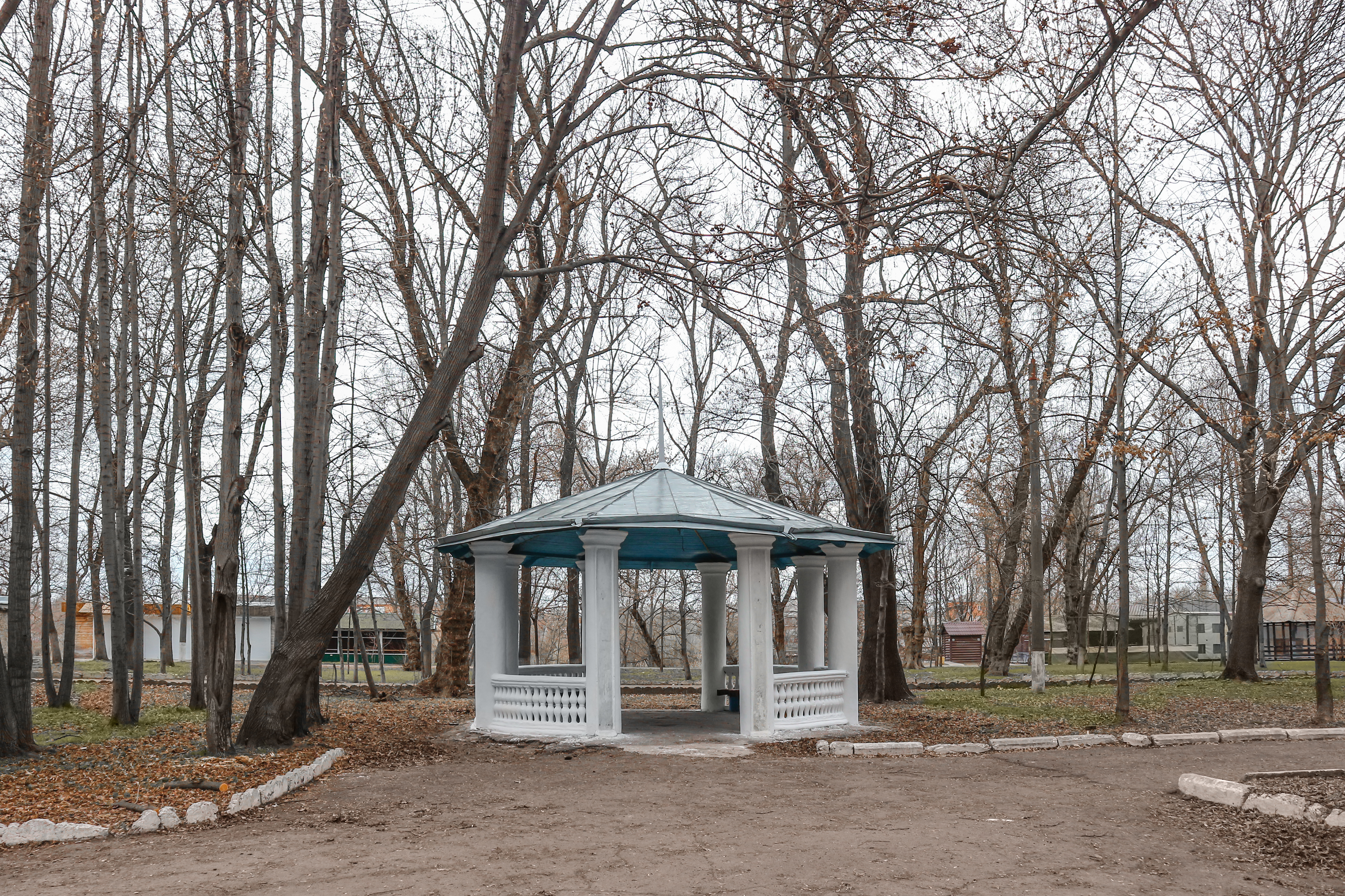
Міський парк культури і відпочинку «Дружба народів»
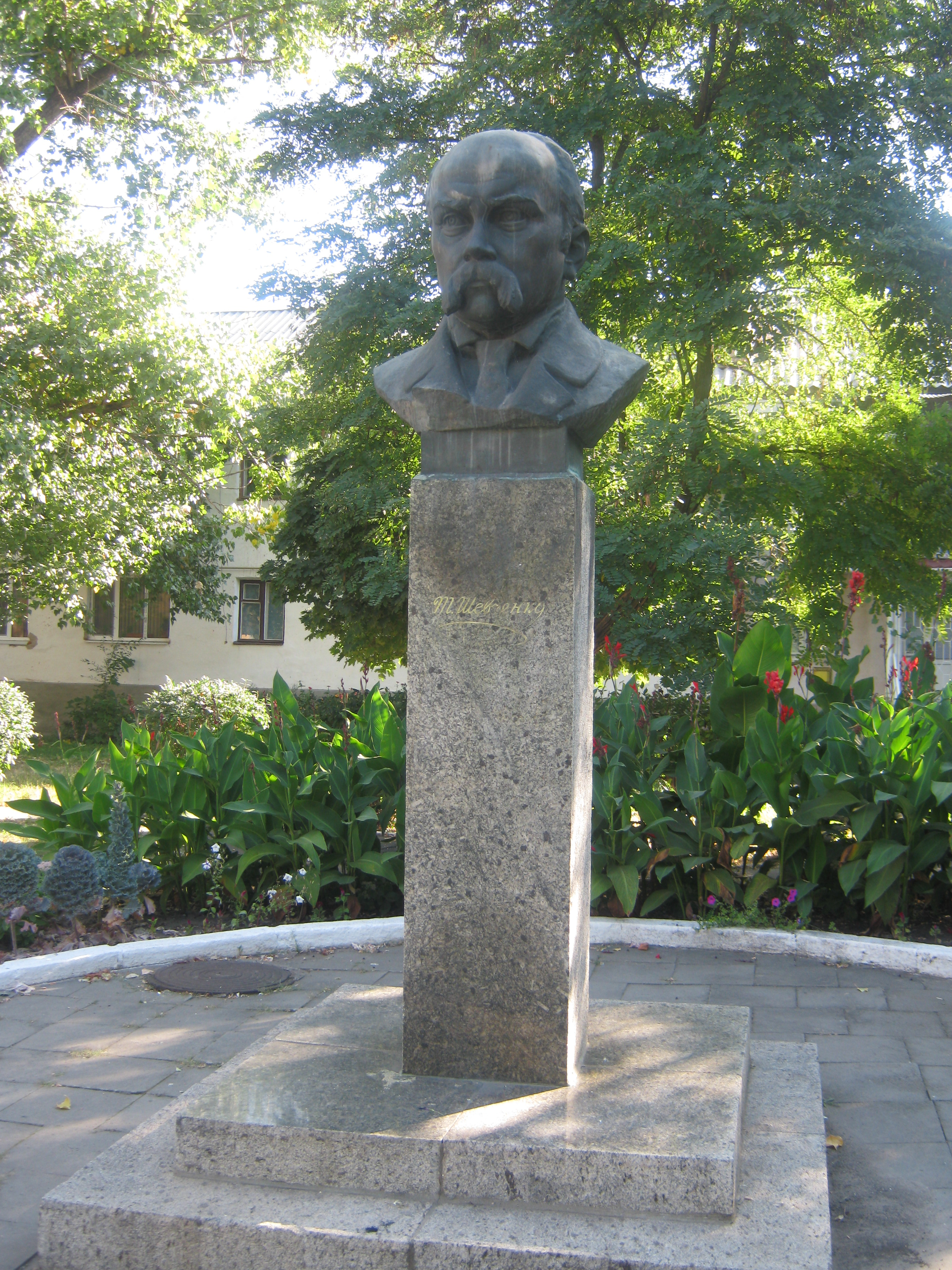
Пам'ятник Тарасові Шевченку
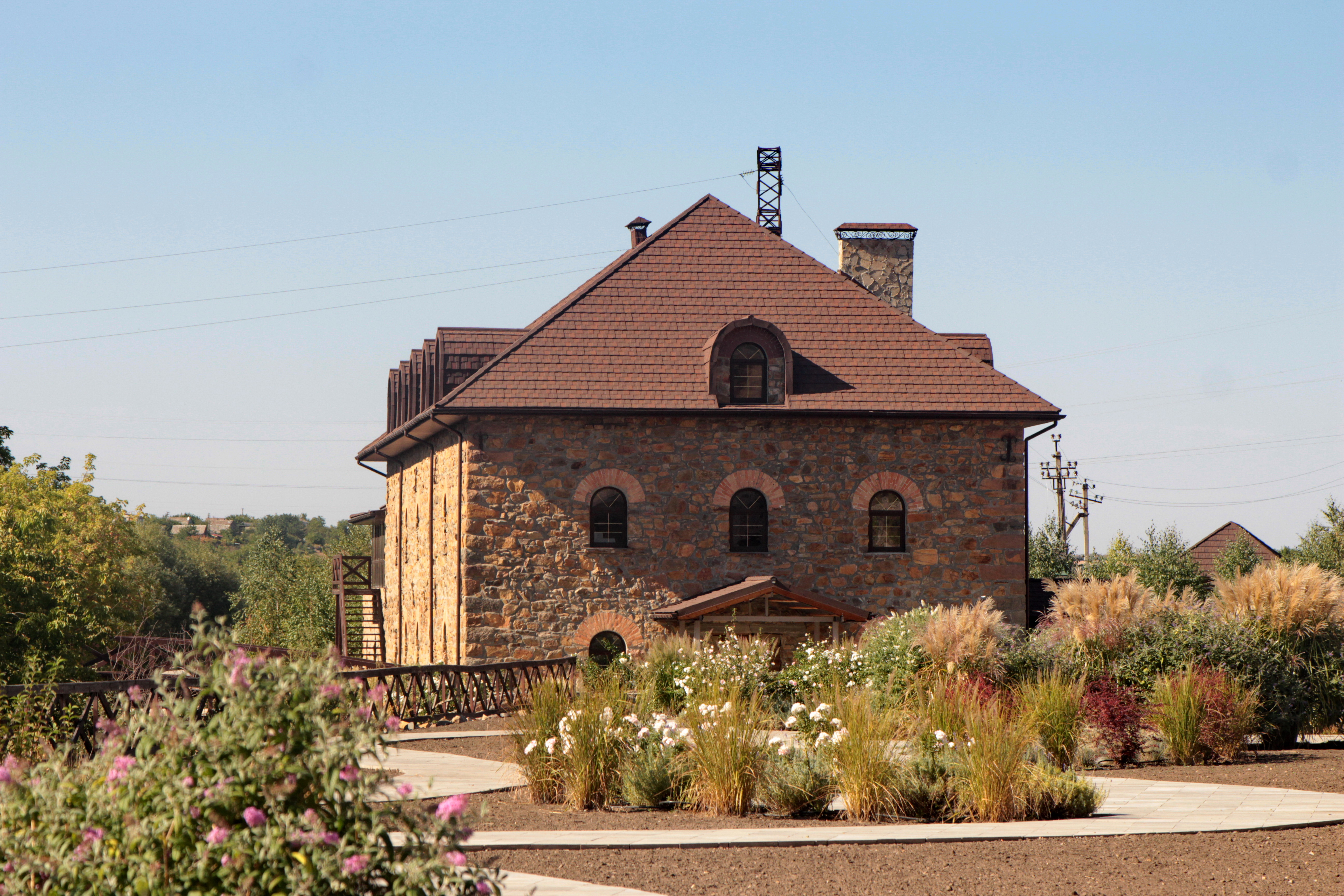
Колишній водний млин.
Сквер Перемоги. Монумент Визволителю.
Сквер Слави. Пам'ятник загиблим землякам.
Сквер Слави. Алея загиблих.
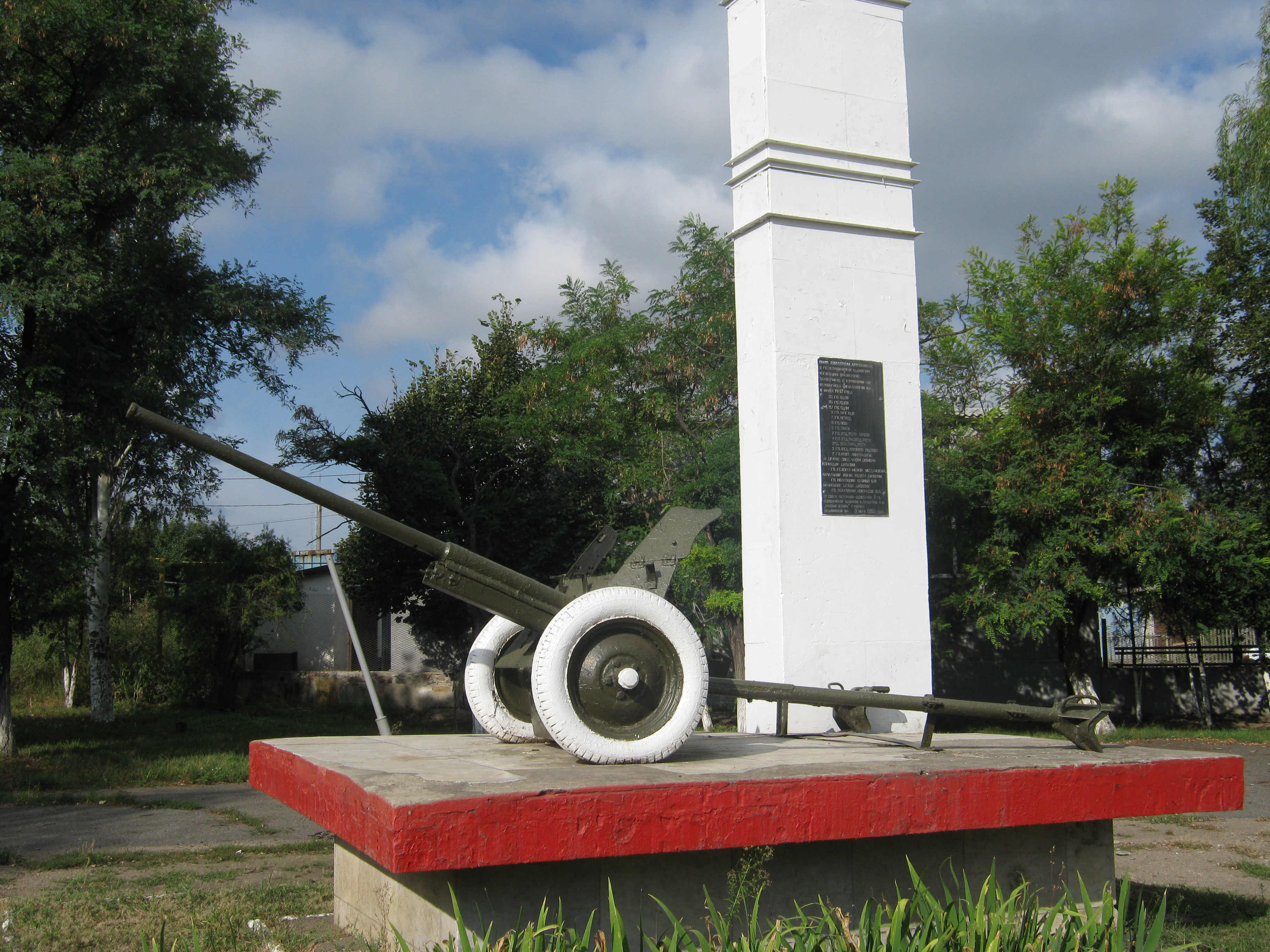
Сквер Визволення. Гармата.
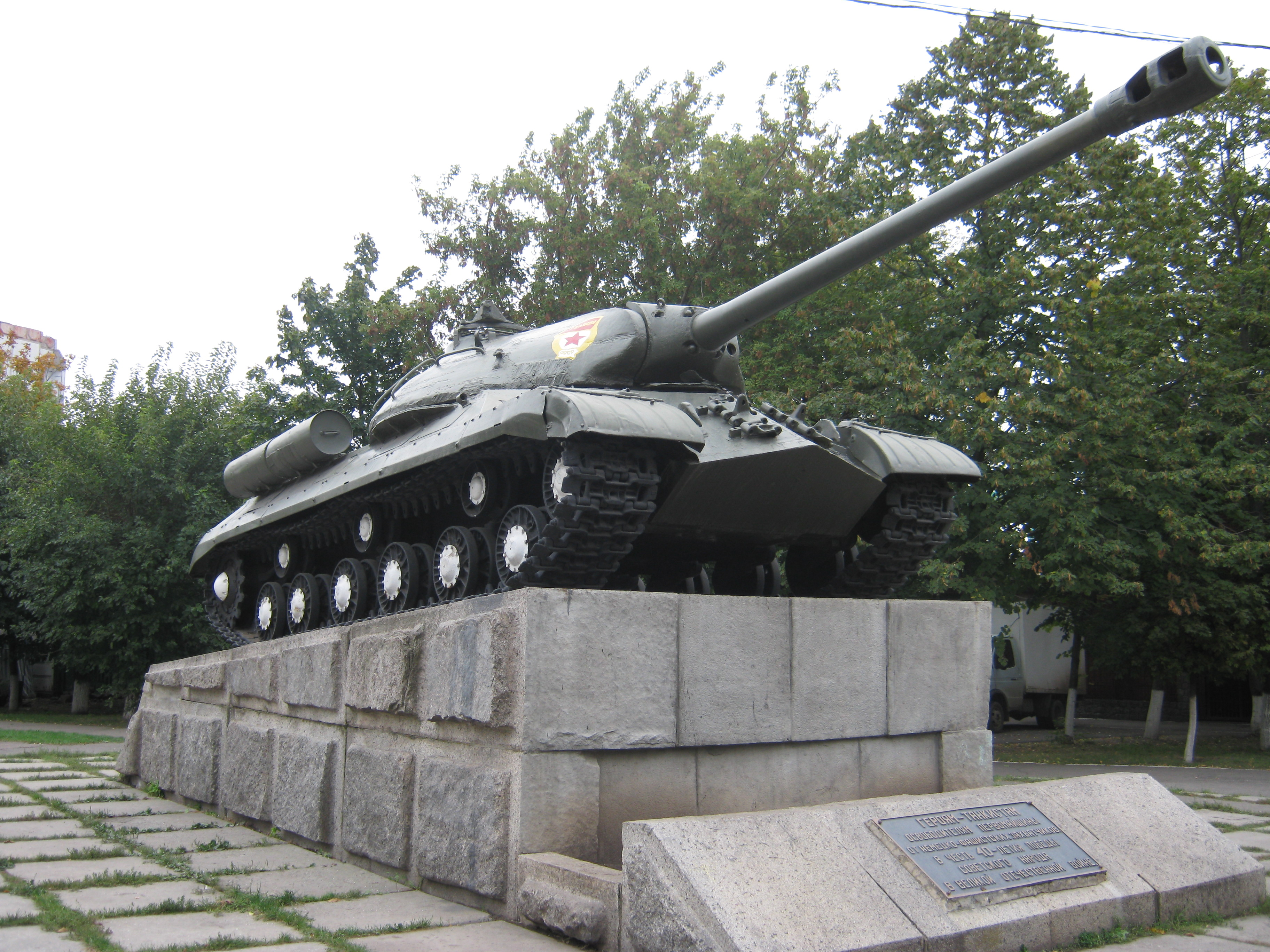
Сквер Танкістів. Танк ІС-3.

## Відомі особистості

### Уродженці
- Андреєв Анатолій Йосипович (1900—1973) — радянський військовий діяч, генерал-лейтенант (1945).
- Аркушенко Володимир Прокопович (1925—1977) — український актор, народний артист УРСР (1969);
- Анненський Ісидор Маркович (1906—1977) — радянський кінорежисер і сценарист, заслужений діяч мистецтв РРФСР (1971);
- Антонюк Андрій Данилович (1943—2013) — український художник, лауреат Державної премії ім. Т. Г. Шевченка (1994), заслужений художник України (1989), лауреат премії імені Василя Стуса (1993), народний художник України (2007);
- Богачевський Михайло Борисович (1908—1968) — радянський економіст, доктор економічних наук, професор.
- Бродецький Зеліг (1888—1954) — британський математик та сіоністський діяч, професор, президент Єврейського університету у Єрусалимі;
- Валь Едгар де (1867—1948) — професор математики і фізики, лінгвіст, засновник міжнародної штучної мови окциденталь (інтерлінгва);

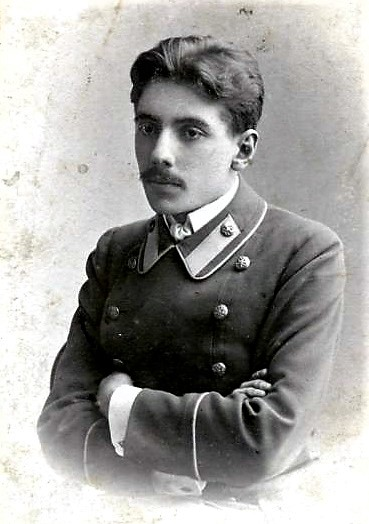
Композитор Микола Вілінський

- Вілінський Микола Миколайович (1888—1956) — український композитор і видатний педагог. Заслужений діяч мистецтв УРСР (1951);
- Вінграновський Микола Степанович (1936—2004) — український поет, прозаїк, актор, кінорежисер. Лауреат Державної премії УРСР ім. Т. Г. Шевченка (1984);
- Вінницький Мойсей Вольфович (1891—1919) — командир 54-го імені Леніна радянського революційного полку, сформованого з одеських анархістів, кримінальних елементів та студентів Новоросійського університету. У період до Жовтневого заколоту у Росії здобув визнання як відомий одеський кримінальний нападник;
- Гаркавенко Іван Петрович (1918—2008) — — воїн-залізничник, командир взводу, Герой Соціалістичної Праці (1943);
- Асіа Гранатурофф (1911—1982) — французька актриса, митець, модель Асіа початку 1930-х років;
- Драгомирецький Володимир Порфирович (1914—1979) — генерал-лейтенант авіації, Герой Радянського Союзу (1944), Заслужений військовий льотчик СРСР (1965);
- Зелінський Ігор Петрович (1933—2002) — доктор геолого-мінералогічних наук, академік, ректор Одеського державного університету ім. І. І. Мечникова, заслужений діяч науки і техніки України.
- Камінський Валерій Віталійович (1945) — український військовик, генерал-лейтенант.
- Кондратевич Ігор Миколайович — старший лейтенант Збройних сил України, учасник російсько-української війни. Герой України (2025).
- Кочо Валентин Степанович (1913—1990) — засновник і завідувач кафедрою АТЕП теплоенергетичного факультету Київського політехнічного інституту, доктор технічних наук, професор.
- Кудерський Леонід Олександрович (1927—2015) — радянський і російський біолог, доктор біологічних наук, професор.
- Лобов Яків Михайлович (1924—1945) — командир танкової роти, Герой Радянського Союзу (1945, посмертно);
- Мельник Яків Іванович (1890—1982) — організатор та керівник партизанського руху в Україні, командир Вінницько-Сумського з'єднання партизанських загонів, полковник.
- Паламарчук Георгій Михайлович (1919—2007) — командир торпедного катера, Герой Радянського Союзу (1944);
- Песке Жан (1870—1949) — французький живописець, графік, пастеліст, гравер;
- Побережченко Сергій Володимирович (1965) — український тренер, волейболіст, Заслужений тренер України;
- Польовий Лазар Львович (1928—2020) — молдовський радянський історик-медієвіст, археолог і нумізмат;
- Черевичний Іван Іванович (1909—1971) — радянський полярний льотчик, Герой Радянського Союзу (1949);

### Поховані в місті
- Вербовий Олексій Петрович (1899—1978) — працівник сільського господарства, Герой Соціалістичної Праці.
- Гацуц Митрофан Петрович (1905—1980) — працівник сільського господарства, Герой Соціалістичної Праці.
- Джулай Валерія Феофанівна (1915—1984) — українська поетеса, учасниця українського визвольного руху.
- Дорошенко Світлана Тимофіївна (1937—2013) — літературний критик, публіцист.
- Жигайлов Микола Миколайович (1904—1971) — генерал-майор, колишній командир 46-ї ракетної дивізії.
- Завадський Володимир Георгійович (1919—1992) — льотчик-розвідник, Герой Радянського Союзу (1944).
- Зарницька Єфросинія Пилипівна (1867—1936) — українська театральна актриса і співачка;
- Калашнікова Тетяна Василівна (1929—2005) — працівник сільського господарства, Герой Соціалістичної Праці.
- Карлюга Євгенія Кирилівна (1899—1976) — працівник сільського господарства, Герой Соціалістичної Праці.
- Крижанівський Сава Полікарпович (1914—1970) — командир взводу автоматників, Герой Радянського Союзу (1944).
- Кузнецов Володимир Іванович (1916—1987) — командир стрілецького взводу, Герой Радянського Союзу (1944).
- Мельник Яків Іванович (1903—1955) — працівник сільського господарства, Герой Соціалістичної Праці.
- Миронов Олексій Феодосійович (1933—2008) — працівник промисловості, Герой Соціалістичної Праці.
- Осипов Валентин Маркович (1922—2007) — генерал-майор, колишній командир 43-ї гвардійської ракетної дивізії.
- Слабченко Михайло Єлисейович (1882—1952) — український вчений-історик, академік ВУАН (1929), репресований.
- Теодор Михайло Миколайович (1924—1992) — працівник сільського господарства, Герой Соціалістичної Праці.
- Цушко Харлампій Іванович (1922—1999) — працівник сільського господарства, Герой Соціалістичної Праці.
- Шелякін Василь Микитович (1922—2000) — артилерист-розвідник, кавалер ордена Слави 3-х ступенів.

### У місті тривалий час мешкали
- Валянський Михайло Якович (1915—1987) — командир кулеметного взводу, Герой Радянського Союзу (1946);
- Дорошенко Світлана Тимофіївна (1937—2013) — літературний критик, публіцист;
- Різників Олексій Сергійович (народ. 1937 р.) — український поет, правозахисник. Член спілки письменників України. Лауреат премії ім. П. Тичини.
- Тараненко Василь Григорович (1914—1991) — розвідник, кавалер ордена Слави 3-х ступенів.

## Почесні громадяни
Першим «почесним громадянином» Первомайська став гвардії полковник І. О. Самчук. Це звання йому було присвоєне на сесії Первомайської міської ради депутатів трудящих у лютому 1973 року.
Всього впродовж 1970-1980-х років це звання було присвоєне одинадцятьом колишнім військовикам, які брали участь у відновленні радянської влади в місті у березні 1944 року, у тому числі трьом жінкам.

## Міста-побратими
- Добрич, Болгарія[20]
- Аугсбург, Німеччина (2023)[21]
- Бад-Кройцнах, Німеччина (2023)[22]
- Нойкельн, Німеччина (2023)[23]